# محمد تيسير (لاعب شطرنج)
محمد تيسير (مواليد 1976) هو لاعب شطرنج مغربي. فاز ببطولة أفريقيا للشطرنج عام 1999، وبطولة المغرب للشطرنج أعوام 1996 و1999 و2005، ومثّل بلاده في عدد من أولمبيادات الشطرنج. كما فاز بالميدالية الذهبية في أولمبياد الشطرنج السادس والثلاثين في بالما دي مايوركا (إسبانيا) عام 2004، وفاز أيضًا بدورة الألعاب العربية التي أقيمت في الأردن عام 1999.
لعب في كأس العالم للشطرنج عام 2000، حيث احتل المركز الأخير في المجموعة الرابعة، وفي بطولة العالم للشطرنج عام 2004، حيث هزمه أليكسي دريف في الجولة الأولى.
وشارك تيسير أيضًا في كأس العالم 2021، حيث هزمه ديفيد بارافيان في الجولة الأولى. وهو أيضًا مدرب شطرنج.

## روابط خارجية
- محمد تيسير على موقع الاتحاد الدولي للشطرنج (الإنجليزية)
- محمد تيسير على موقع مباريات الشطرنج (الإنجليزية)
- محمد تيسير على موقع 365Chess.com (الإنجليزية)
- محمد تيسير على موقع Chesstempo.com (الإنجليزية)
- محمد تيسير سجل أولمبياد الشطرنج على موقع OlimpBase.org (الإنجليزية)